# Astronauta Caído
Astronauta caído (em inglês: Fallen Astronaut) é uma escultura de alumínio de 8,5 cm de altura, representando um astronauta com seu traje espacial, que homenageia astronautas e cosmonautas que morreram no avanço da exploração espacial. A obra é do artista belga Paul Van Hoeydonck, está na região lunar de Hadley Rille, na Lua, e foi colocada lá pela tripulação da Apollo 15 em 1 de agosto de 1971, juntamente com uma placa contendo os nomes de 8 astronautas e 6 cosmonautas que morreram em missões ou durante treinamentos.

## História
Paul Van Hoeydonck conheceu o astronauta David Scott num jantar e o astronauta pediu ao artista para criar uma estatueta para homenagear os astronautas e cosmonautas que morreram na exploração espacial. Foram impostas algumas restrições de design: a escultura teria que ser ao mesmo tempo leve e firme, capaz de suportar as temperaturas extremas da Lua, não poderia ser identificável nem como uma figura feminina nem masculina, nem como algum grupo étnico. De acordo com o desejo de Scott de evitar a comercialização do espaço, o nome do artista não seria publicado na escultura.

## Nomes na Placa
| Nome               | Data                    | Causa                          |
| ------------------ | ----------------------- | ------------------------------ |
| Theodore Freeman   | 31 de outubro de 1964   | Acidente aéreo                 |
| Charles Bassett    | 28 de fevereiro de 1966 | Acidente aéreo                 |
| Elliot See         | 28 de fevereiro de 1966 | Acidente aéreo                 |
| Roger Chaffee      | 27 de janeiro de 1967   | Incêndio da Apollo 1           |
| Gus Grissom        | 27 de janeiro de 1967   | Incêndio da Apollo 1           |
| Edward White       | 27 de janeiro de 1967   | Incêndio da Apollo 1           |
| Vladimir Komarov   | 24 de abril de 1967     | Falha de paraquedas da Soyuz 1 |
| Edward Givens      | 6 de junho de 1967      | Acidente automobilístico       |
| Clifton Williams   | 5 de outubro de 1967    | Acidente aéreo                 |
| Iuri Gagarin       | 27 de março de 1968     | Acidente aéreo                 |
| Pavel Belyayev     | 10 de janeiro de 1970   | Doença                         |
| Georgi Dobrovolski | 30 de junho de 1971     | Despressurização da Soyuz 11   |
| Viktor Patsaiev    | 30 de junho de 1971     | Despressurização da Soyuz 11   |
| Vladislav Volkov   | 30 de junho de 1971     | Despressurização da Soyuz 11   |

Anos depois, já na década de 1990, David Scott, o comandante da missão Apollo 15, observou que faltavam dois nomes na placa: Valentin Bondarenko e Grigori Nelyubov. Ele explicou que, devido ao sigilo que cercava o programa espacial soviético na época, não estavam oficialmente cientes destas mortes (embora informações extra-oficiais já deixassem claro que os soviéticos tinham perdido mais cosmonautas do que realmente divulgavam). Também não constava na placa o nome de Robert Henry Lawrence, o primeiro astronauta negro da História, que havia morrido num acidente aéreo. Chegaram a surgir comentários denunciando racismo por parte da NASA, mas a agência espacial rebateu afirmando que o nome de Lawrence não tinha sido incluído simplesmente porque ele ainda não havia completado seu treinamento como astronauta, não podendo, portanto, ser apresentado como tal.

## Resultado
Depois que a tripulação mencionou a estatueta numa conferência pós-voo, o Museu do Ar e do Espaço pediu que fosse feita uma réplica para exibição pública. A tripulação concordou, sob a condição de que fosse exibida com bom gosto e sem publicidade. A réplica foi doada ao Instituto Smithsoniano em 17 de abril de 1972, um dia após o jornalista da CBS Walter Cronkite ter revelado, durante a transmissão do lançamento da Apollo 16, a existência do "Astronauta Caído" e da placa como a primeira instalação de arte na Lua.
Em maio de 1972, Scott descobriu que Van Hoeydonck planeava fazer mais réplicas e vendê-las. Acreditando que seria uma violação do acordo feito, ele tentou convencê-lo do contrário. Em julho de 1972 foi publicado um anúncio numa página inteira da revista "Art in America" indicando que 950 réplicas assinadas pelo autor seriam vendidas pela Waddell Gallery of New York por US$750 cada, uma segunda edição a um preço mais baixo mas não especificado e uma edição de catálogo a $5. Após comentários negativos da NASA sobre a venda pretendida, Van Hoeydonck desistiu da venda e nenhuma réplica foi vendida.
Numa carta datada de setembro de 2007, Van Hoeydonck disse que foram feitas 50 réplicas não assinadas e que a maioria delas ainda estava na sua posse. Ele disse que nunca recebeu dinheiro por nenhuma das réplicas (exceto uma), apesar das muitas ofertas recebidas.